# Chiapetta
Chiapetta är en kommun i Brasilien.   Den ligger i delstaten Rio Grande do Sul, i den södra delen av landet, 1 500 km söder om huvudstaden Brasília. Antalet invånare är 4 044.
Trakten runt Chiapetta består till största delen av jordbruksmark. Runt Chiapetta är det glesbefolkat, med 10 invånare per kvadratkilometer.